# Port de Krym
Le port de Krym est un port maritime dans le détroit de Kertch entre la mer Noire et la mer d'Azov.

## Caractéristiques

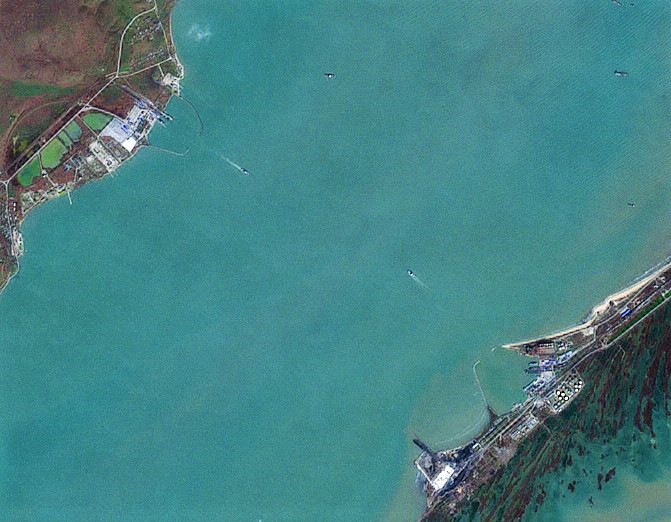
Les port de Krym, à gauche et Kavkaz à droite.

## Infrastructures et installations
Il est relié à la gare de Kertch.

## Intermodalité
Il relie, par ferry le port de Kavkaz, avec la route E97 (M17).

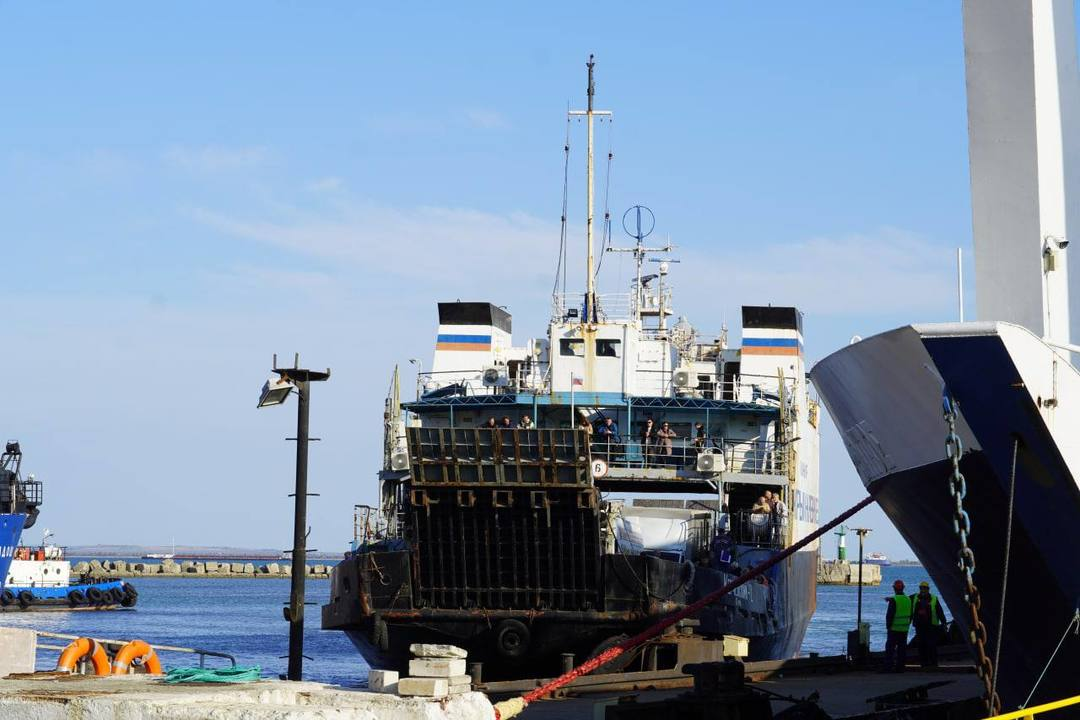
Ferry pour traverser le détroit, pendant les travaux de réfection du pont de Crimée après l'attentat de l'automne 2022 sur le pont de Crimée.

Avec l'ouverture du pont de Crimée, la circulation par le ferry de Kertch a été progressivement réduite, pour finalement se déplacer complètement vers le nouveau passage. Le dernier passage régulier de ferry a eu lieu le 28 septembre 2020, après quoi la traversée et le port de Krym ont cessé leurs activités faute de demande,,.